# Dutch Caribbean Express
M
Dutch Caribbean Express foi uma companhia aérea das Antilhas Neerlandesas.

## Frota
A frota da Dutch Caribbean Express consistia nas seguintes aeronaves:
| Aeronaves                            | Em Serviço | Ordens | Passageiros | Notas |
| ------------------------------------ | ---------- | ------ | ----------- | ----- |
| De Havilland Canada DHC-6 Twin Otter | 2          | –      | 50          |       |
| Total                                | 2          | 0      |             |       |